# Aztlan (Titan)
Aztlan est une formation d'albédo sombre à la surface du satellite Titan de la planète Saturne.

## Caractéristiques
Aztlan est centrée sur 10° de latitude sud et 20° de longitude ouest.

## Observation
Aztlan a été découverte par les images transmises par la sonde Cassini.
Elle a reçu le nom d'Aztlan, le lieu mythique à partir duquel les Aztèques auraient commencé leur migration vers le Mexique.